# Stethorrhagus chalybeius
Stethorrhagus chalybeius là một loài nhện trong họ Corinnidae.
Loài này thuộc chi Stethorrhagus. Stethorrhagus chalybeius được Ludwig Carl Christian Koch miêu tả năm 1866.